# Яновский (концлагерь)
Яновский — концентрационный лагерь и лагерь смерти, организованный нацистами в сентябре 1941 года на окраине города Львова (УССР, сейчас Украина). Немецкое название Janowska получил из-за того, что он находился на улице Я́новской, 134 (сейчас улица Шевченко). Действовал до июня 1944 года. Здесь погибло от 140 до 200 тысяч заключённых.

## Создание
Яновский трудовой лагерь (DAW Janowska) был создан в сентябре 1941 изначально только для евреев из львовского гетто, которое по величине было третьим, после Варшавского и Лодзинского гетто. В октябре 1941 там находилось 600 евреев, работавших слесарями и плотниками. С 1942 года в лагере также содержались поляки и украинцы, которых потом перевозили в Майданек.

## Устройство лагеря

Схема лагеря

Яновский лагерь смерти располагался на площади в 2990 м² между еврейским кладбищем и железной дорогой. Лагерь был огражден каменной стеной, посыпанной битым стеклом, части лагеря были разделены двумя рядами колючей проволоки, сторожевые вышки стояли с интервалом в 50 метров. Территорию лагеря нацисты замостили надгробными камнями с Яновского и Клепаровского кладбищ.
Лагерь состоял из трёх частей. В первой — служебные постройки, канцелярия, гаражи, отдельная вилла, в которой жили служащие СС, СД и охранники, набранные из военнопленных; во второй — четыре барака для заключённых-мужчин, склад; третья часть — четыре женских барака и баня. Также в самом центре лагеря находился дом коменданта.
Будущих узников из центра города в лагерь свозили трамваем на прицепленных к нему грузовых платформах.

## Уничтожение заключённых
На территории не было газовых камер, крематория и в официальных оккупационных документах лагерь числится как трудовой. Однако множество узников лагеря были убиты.
Ниже лагеря, под песчаной горой (Пески, Пяски, Гицель-гора — по-русски «Шкуродер») располагалась «Долина смерти», где производились массовые расстрелы. Дно долины, согласно свидетельствам на Нюрнбергском трибунале, на полтора метра было пропитано кровью.
Каждый из офицеров охраны лагеря придумывал свои способы убийства людей.
В лагере, кроме нескольких эшафотов, устроили так называемую «добровольную виселицу» для заключённых, которым уже не под силу было терпеть измывательства и предпочитавших покончить жизнь самоубийством.

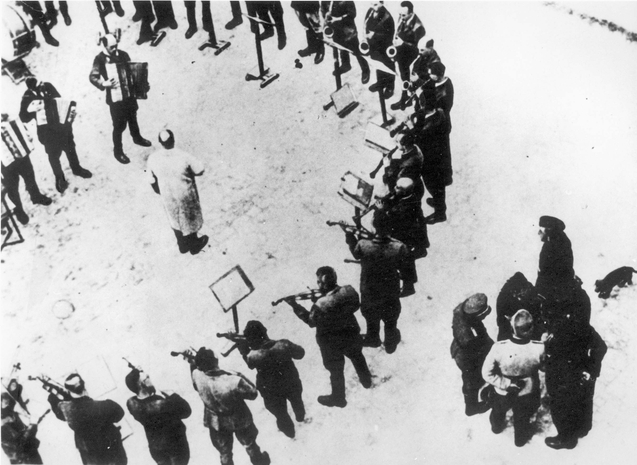
Оркестр из заключённых

## Сотрудники лагеря

### Коменданты
- Фриц Гебауэр. Официально никогда не занимал должность коменданта Яновского лагеря. В 1941—1944 он был начальником Deutsche Ausrüstungswerke (DAW) во Львове.
- Густав Вилльхаус. С 1942 и до конца 1943 комендант Яновского концлагеря.
- Фридрих Варцок. С июня 1943 занимался транспортировкой заключённых на запад.

### Охранники
Охрана лагеря состояла как из служащих СС и СД, так и из военнопленных и местного населения.
Из немецкого контингента в лагере служили: Ляйбрингер, Блюм, Рокит, Бенке, Кнапп, Шлипп, Гайне, Сирниц.
Из советского: И. Никифоров, Н. Матвиенко, В. Беляков — в 1942—1943 годах работали охранниками в Яновском лагере, а также принимали участие в пяти массовых расстрелах узников Яновского лагеря смерти во Львове.

## Ликвидация лагеря и послевоенное использование

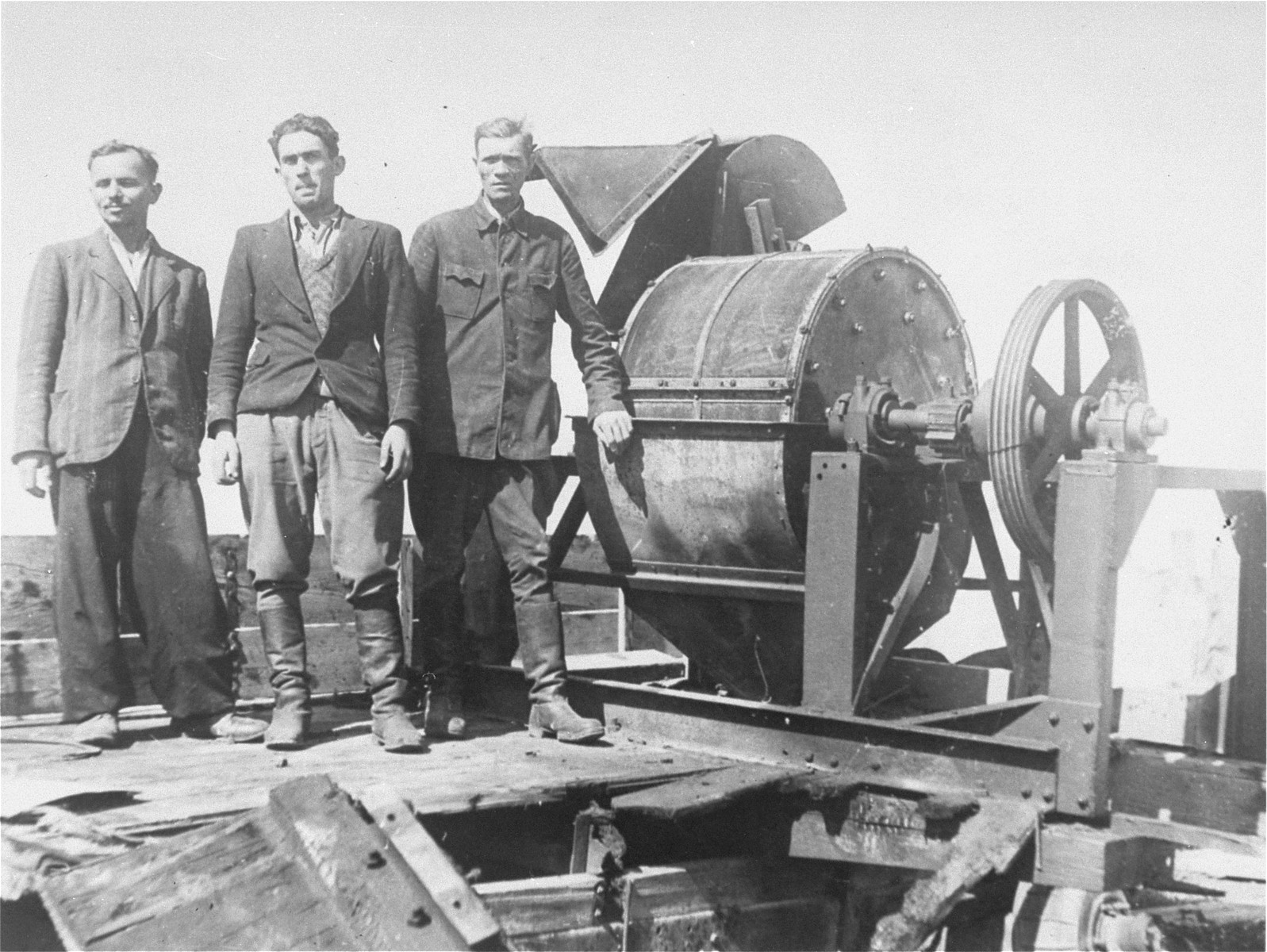
Члены зондеркоманды 1005 позируют на фоне костемольной машины в Яновском концлагере (июнь 1943 — октябрь 1943)

Сокрытие следов массовых убийств началось 6 июня 1943 года силами образованной из заключённых лагеря Sonderkommando 1005 в рамках операции 1005 (нем. Sonderaktion 1005). До 25 октября 1943 года они эксгумировали тела расстрелянных узников, сжигали их и рассеивали пепел, а кости перемалывали специальной машиной. Всего специальной комиссией по расследованию нацистских преступлений было обнаружено 59 мест сожжения на общей территории в 2 км². Общее руководство ликвидацией осуществлял бригаденфюрер СС и генерал-майор полиции Теобальд Тир.
19 ноября 1943 года узники Sonderkommando 1005 предприняли попытку массового побега, но большинство бунтарей были убиты служащими СС или вспомогательных войск.
В июне 1944 года охрана лагеря, решив избежать отправки на Восточный фронт, в нарушение приказа Гитлера погнала последних 34 узников лагеря (среди них был и Симон Визенталь) на запад под предлогом доставки заключённых в другой лагерь.
После освобождения города в июле 1944 году на этом месте находился советский исправительно-трудовой лагерь, а ныне — исправительная колония.

## Память

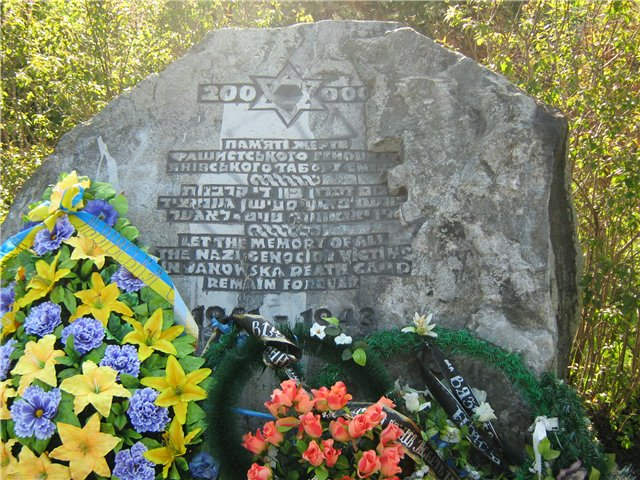
Мемориальный камень на месте Яновского концлагеря во Львове.

- В 1982 году Игорь Малишевский вместе с испанским режиссёром Арнальдо Фернандесом создал документальный фильм «Восемь тактов забытой музыки», в котором сделал достоянием гласности историю лагерного оркестра. В Кракове на международном кинофестивале этот фильм получил почётный приз «Бронзовый дракон» за лучший киносценарий.

- В 1992 году был установлен большой мемориальный камень, на котором на трёх языках написано, что в этом месте находился концлагерь. Средства на установку памятника собрал Александер Шварц.

- В 2003 году у памятника состоялся траурный митинг. Присутствовали послы иностранных государств, священнослужители, представители областной и городской администрации, члены национальных меньшинств и много местных жителей[3].

- В 2006 году Филип Керр написал роман «Друг от друга», который рассказывает о поисках частным детективом Бернхардом Гюнтером одного из начальников лагеря Варцока (так в романе) после войны. В 2008 году Издательство «Иностранка» издала роман на русском языке.

- В 2020 году Михаил Барановский опубликовал свою кино-пьесу «Танго смерти», основанную на реальных событиях, которые произошли во время Второй мировой войны. Книга рассказывает о гениальном скрипаче и дирижёре Якобе Мунде и его оркестре, а также о сотнях тысяч евреев, которые были замучены и убиты в Яновском концлагере. В книге собрано 60 документальных фотографий, свидетельствующих о произошедших событиях в период 1932—1944 гг.